# 波莉娜·布赫羅娃
波莉娜·布赫羅娃（烏克蘭語：Поліна Бугрова，羅馬化：Polina Buhrova，2004年1月30日—），烏克蘭女子羽毛球運動員。

## 選手生涯
波莉娜·布赫羅娃為了長高及控制體重而在學校參加體育活動，並在接觸羽毛球後展現天賦而受到教練關注，自13歲開始羽毛球運動員生涯，曾奪得2020年歐青賽女雙季軍及2022年歐青賽團體季軍。
2021年，年僅17歲的波莉娜·布赫羅娃奪得拉脫維亞國際賽、烏克蘭國際賽冠軍及意大利國際賽亞軍。
2023年，布赫羅娃代表烏克蘭參加歐洲運動會，在女子單打小組賽以第二名晉級，後於淘汰賽第一輪不敵土耳其的內斯里漢·伊吉特。她亦在本年代表烏克蘭參加歐洲羽毛球混合團體錦標賽及世界羽毛球錦標賽。
2024年，布赫羅娃獲得巴黎奥运会羽毛球比赛女子單打項目參賽資格，首次代表烏克蘭參加奧運；在小組賽階段，布赫羅娃先以10-21、15-21不敵七號種子、印尼的东宗，後以21-19、19-21、21-18戰勝捷克的特里萨·斯瓦比科娃，最終她於小組賽排名第二，無緣晉級。布赫羅娃在該年亦與葉夫根尼婭·坎特米爾搭檔參加女子雙打賽事，在11月舉行的海洛羽毛球公開賽闖入女子雙打決賽，最終以直落二（16-21、14-21）不敵宋碩芸／余芊慧。

## 主要比賽成績
只列出曾進入準決賽的國際賽事成績：
| 年份   | 賽事                   | 公開賽級別 | 項目     | 搭檔                | 成績   |
| ------ | ---------------------- | ---------- | -------- | ------------------- | ------ |
| 2020年 | 歐洲青年羽毛球錦標賽   | 其他       | 女子雙打 | Mariia Stoliarenko  | 季軍   |
| 2021年 | 拉脫維亞羽毛球國際賽   | 未來系列賽 | 女子單打 | －                  | 冠軍   |
| 2021年 | 烏克蘭羽毛球國際賽     | 國際系列賽 | 女子單打 | －                  | 冠軍   |
| 2021年 | 波蘭羽毛球國際賽       | 國際系列賽 | 女子單打 | －                  | 準決賽 |
| 2021年 | 義大利羽毛球國際賽     | 國際系列賽 | 女子單打 | －                  | 亞軍   |
| 2022年 | 歐洲青年羽毛球錦標賽   | 其他       | 混合團體 | －                  | 季軍   |
| 2022年 | 克羅地亞羽毛球國際賽   | 未來系列賽 | 女子單打 | －                  | 準決賽 |
| 2022年 | 保加利亞羽毛球國際賽   | 未來系列賽 | 女子雙打 | 卡洛亞娜·納爾班托娃 | 準決賽 |
| 2022年 | 秘魯羽毛球國際賽       | 國際挑戰賽 | 女子單打 | －                  | 準決賽 |
| 2024年 | 瑞典羽毛球公開賽       | 國際系列賽 | 女子單打 | －                  | 準決賽 |
| 2024年 | 烏干達羽毛球國際挑戰賽 | 國際挑戰賽 | 女子雙打 | Yevheniia Kantemyr  | 準決賽 |
| 2024年 | 哈薩克羽毛球國際挑戰賽 | 國際挑戰賽 | 女子雙打 | Yevheniia Kantemyr  | 亞軍   |
| 2024年 | 墨西哥羽毛球國際挑戰賽 | 國際挑戰賽 | 女子單打 | －                  | 準決賽 |
| 2024年 | 墨西哥羽毛球國際挑戰賽 | 國際挑戰賽 | 女子雙打 | Yevheniia Kantemyr  | 冠軍   |
| 2024年 | 土耳其羽毛球國際挑戰賽 | 國際挑戰賽 | 女子雙打 | Yevheniia Kantemyr  | 亞軍   |
| 2024年 | 海洛羽毛球公開賽       | 超級300賽  | 女子雙打 | Yevheniia Kantemyr  | 亞軍   |
| 2024年 | 孟加拉羽毛球國際挑戰賽 | 國際挑戰賽 | 女子單打 | －                  | 冠軍   |
| 2024年 | 孟加拉羽毛球國際挑戰賽 | 國際挑戰賽 | 女子雙打 | Yevheniia Kantemyr  | 亞軍   |
| 2025年 | 美國羽毛球公開賽       | 超級300賽  | 女子單打 | －                  | 準決賽 |

| 2018-2026年 | 總決賽 | 超級1000賽 | 超級750賽 | 超級500賽 | 超級300賽 | 超級100賽 | 國際挑戰賽 | 國際系列賽 | 未來系列賽 | 其他 |

### 奧運會和世錦賽參賽紀錄
|          | 2023 | 2024       |
| -------- | ---- | ---------- |
| 女子單打 | 64強 | 小組第二名 |

## 個人生活
2022年俄羅斯入侵烏克蘭之後，波莉娜·布赫羅娃與其他球員在烏克蘭羽毛球協會的安排下曾先到泰國訓練，後隨當時正任職烏克蘭國家隊的馬來西亞籍總教練沙林前往馬來西亞巴生市繼續訓練，直到8月返回歐洲。

## 外部連結
- 波莉娜·布赫羅娃在BWFBadminton.com（英语）
- 波莉娜·布赫羅娃在BWF.TournamentSoftware.com（英语）
- 波莉娜·布赫羅娃在Olympics.com（英语）
- 波莉娜·布赫羅娃在Flashscore（英语）